# Smarjînți, Pohrebîșce
Smarjînți (în ucraineană Смаржинці) este un sat în comuna Bilașkî din raionul Pohrebîșce, regiunea Vinnița, Ucraina.

## Demografie
Componența lingvistică a localității Smarjînți
     Ucraineană (98,44%)
     Rusă (1,17%)
     Alte limbi (0,39%)
Conform recensământului din 2001, majoritatea populației localității Smarjînți era vorbitoare de ucraineană (98,44%), existând în minoritate și vorbitori de rusă (1,17%).